# 弗洛伦特·辛纳玛-庞格勒
弗洛伦特·辛纳玛-庞格勒（Florent Sinama-Pongolle，1984年10月20日—），是一名法國足球運動員，司職前鋒，現效力泰国足球甲级联赛球隊猜納犀鳥。

## 生平

### 球會
辛纳玛-庞格勒出身於法國小型球會勒哈費爾。他有一位表兄名拿泰歷，也是效力該支小型球會。二人在2001年世界少年足球錦標賽表現出色，被當時執教利物浦的法國主教練侯利亞賞識，在2003年兩人一同加盟利物浦。他於英格蘭足總盃第三圈上陣，取得兩個入球，協助利物浦贏3-1晉級。
由於當時利物浦成績低迷，使侯利亞於2004年辭職告終，二人在更換新教練下，長期都未能受到重用。辛纳玛-庞格勒更於2006年外借至布力般流浪。外借完結後他離開英超轉戰西甲，加盟了西班牙小型球會維爾瓦。其間他度過了兩個不俗的球季。
2008年他加盟西甲另一支球會馬德里體育會。

### 國家隊
辛纳玛-庞格勒曾代表過法國少年隊參加2001年世界少年足球錦標賽，並入選了法國青年國家隊。2008年正式升格為大國腳，曾入選國家隊出戰2010年世界盃外圍賽。

## 榮譽
法國
- 2001年 世界少年足球錦標賽 (U-17)